# NGC 4832
NGC 4832 é uma galáxia lenticular (S0) localizada na direcção da constelação de Centaurus. Possui uma declinação de -39° 45' 43" e uma ascensão recta de 12 horas, 57 minutos e 47,4 segundos.
A galáxia NGC 4832 foi descoberta em 5 de Junho de 1834 por John Herschel.